# Kalideres (onderdistrict)
Kalideres is een onderdistrict (kecamatan) van Jakarta Barat in het westen van Jakarta, Indonesië.

## Verdere onderverdeling
Het onderdistrict Kalideres is verdeeld in 5 kelurahan:
1. Kamal - postcode 11810
2. Tegal Alur - postcode 11820
3. Pegadungan - postcode 11830
4. Kalideres - postcode 11840
5. Semanan - postcode 11850